# 國津武士
國津 武士（くにつ たけし）は、日本の漫画家、同人作家。男性。東京都出身・在住。

## 概要
1999年、「ああっ厠神さまっ」で『まんがSHOW GAKKO』（平和出版）よりデビュー。同誌や『コミックメガストア』、『ひな缶』等で執筆し、2006年より一般誌でも活躍する。現在は主に『コミックメガストアH』、『COMIC RIN』にて活動している。
2008年にペンネームの変更を自身のウェブサイトで発表。以後は『國津武士』名義を使用せず、商業・同人・ネット、それぞれで
一般向け作品を発表する際には『堀多磊音（ほったらいおん）』（のちに『しまたけひと』名義も使用）
成人向け作品を発表する際には『追矢斧晃（おうやおのあき）』として活動していた。
（現在は、成人向け（エロ漫画）活動の廃業を漫画図書館Ｚで明言している。）

## 作品リスト

### 単行本

#### 一般向け漫画
※「國津武士」名義
- 『神ぷろ。』 2007年 - 2008年、メディアファクトリー〈MFコミックス アライブシリーズ〉、全3巻

※「堀多磊音」名義
- 『SOUL HANGER』 2008年、メディアファクトリー『月刊コミックアライブ』8月号掲載
- 『ひめごと』 2010年1月18日、秋田書店〈ヤングチャンピオンコミックス〉、『ヤングチャンピオン烈』2008年8, 10月号（ひめごと 前・後編）、ISBN 978-4-25325-505-9

※「しまたけひと」名義
- 『アルキヘンロズカン』 双葉社〈アクションコミックス〉、全2巻
  - 上 2012年6月28日発売[3]、ISBN 978-4-575-94352-8
  - 下 2012年6月28日発売[4]、ISBN 978-4-575-94353-5
- 『敗走記 1 関ヶ原～大阪「島津の退き口」を辿る』 2013年9月20日発売[5]、講談社〈イブニングKC〉、ISBN 978-4-06-352481-9
- 『みちのくに みちつくる』 双葉社、全2巻
  - 前編 2016年2月19日発売[6]、ISBN 978-4-575-30999-7
  - 後編 2016年2月19日発売[7]、ISBN 978-4-575-31100-6
- 『ゆう太のこと』 2018年2月20日発売[8]、双葉社〈アクションコミックス〉、ISBN 978-4-575-94521-8
- 『将軍足利義昭 信長を一番殺したかった男』 2020年5月12日発売[9]、双葉社〈アクションコミックス〉、ISBN 978-4-575-85448-0

#### 成人向け漫画
※「國津武士」名義
- 『天然少女児童会』 2001年4月10日、オークラ出版〈OAK成年COMIX〉、ISBN 4-87278-748-X
- 『座敷娘』 2003年8月9日発行[10]（2003年8月25日発売）、茜新社〈TENMA COMICS〉、ISBN 4-87182-600-7
- 『Empress!!』 2004年5月3日、コアマガジン〈メガストアコミックスシリーズ〉、ISBN 4-87734-721-6
- 『幼術師』 2005年7月25日発行[11]（2005年8月10日発売）、茜新社〈TENMA COMICS〉 、ISBN 4-87182-775-5

※「追矢斧晃」名義
- 『幼ちゅー♥』 2011年4月28日発行[12]（2011年4月25日発売）、茜新社〈TENMACOMICS RIN〉、ISBN 978-4-86349-221-9

### 単行本未収録作品
- まんがSHOW GAKKO（平和出版）
  - Class Change（2000年1月号）
  - 花の御所五人衆（仮）（2000年5月号）
  - 鉄風（2000年12、2001年1月号）
  - 将軍戦隊花の御所五人衆（仮）（2001年2, 3月号）
- コミックメガストア（コアマガジン）
  - Temperance!?（2004年4, 6月号）[13][14]
  - 看病（2005年10月号）[15]
- コミックメガストアH（コアマガジン） 
  - みぬり淫法帖（2010年1月号）[16]
  - つぃんずくぃーんず（2010年6月号）[17]
- COMIC天魔（茜新社）
  - いいんちょ命令!（2011年6月号）[18]

### その他
- 『星の降る刻』 公式ビジュアルファンブック（エンターブレイン、2006年2月25日発売[19]）、ISBN 4-7577-2590-6

スタッフ開発イメージカットで参加。
- 『水の旋律』 公式ビジュアルファンブック（エンターブレイン、2006年1月25日発売[20]）、ISBN 4-7577-2546-9

スタッフ開発イメージカットで参加。
- トレーディングカード『夜界月承』『妖精伝承』シリーズ

第4・5・6・7弾にイラスト参加。